# Fuldamobil
Fuldamobil è stato un marchio automobilistico tedesco nato nell'immediato dopoguerra. Le autovetture venivano prodotte dalla Elektromaschinenbau Fulda GmbH di Fulda, in Germania.

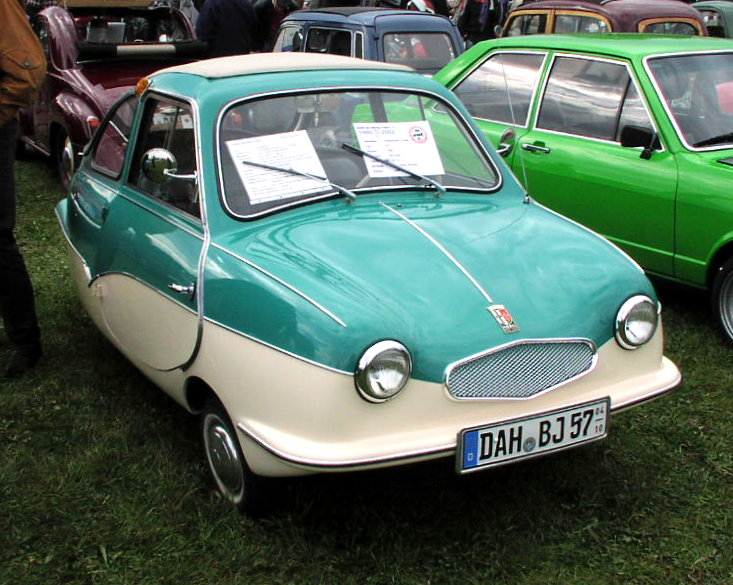
Fuldamobil 200, tipo 2 (1957)

Il progetto del veicolo venne concepito da Norbert Stevenson, un giornalista free-lance che aveva lavorato per il Rhein Zeitung e che si era laureato in ingegneria meccanica alla Technische Hochschule di Berlino.
Concettualmente si trattava di un veicolo molto semplificato a tre ruote e a due posti che aveva due ruote anteriori sterzanti a scopo di stabilità e una ruota posteriore motrice che semplificava la meccanica azionata da un motore a Ciclo Otto di piccola potenza.
Dopo la cessazione del supporto finanziario da parte dei primi investitori mise in vendita il suo progetto che venne acquistato nel 1949 da Karl Schmitt, un facoltoso ingegnere. Schmitt era un rappresentante della Bosch di Fulda che aveva intrapreso anche una azienda la Elektromaschinenbau Fulda GmbH, specializzata nella manutenzione e riparazione dei gruppi generatori elettrici di emergenza ampiamente utilizzati in Germania nel dopoguerra.
La vettura prodotta era del tipo, definito in termini recenti, microcar; inizialmente fu realizzata a tre ruote e successivamente a quattro. La produzione ha nel tempo utilizzato sempre motorizzazioni a benzina.

## Prospetto riassuntivo dei modelli
| Modello              | Periodo produzione | Caratteristiche generali                                                                                                   | Motore                      | Esemplari prodotti |
| -------------------- | ------------------ | --- | --------------------------- | ------------------ |
| Fuldamobil Prototipo | 1950               | Frontale spiovente. Corpo in lamiera di acciaio, 3 ruote                                                                   | Zündapp da 198 cm³          | 1                  |
| Fuldamobil N         | 1951               | Frontale spiovente. Corpo in lamiera di acciaio, 3 ruote                                                                   | Baker & Pölling da 248 cm³  | 74                 |
| Fuldamobil N-1       | 1951–1952          | Carrozzeria tradizionale. Inizialmente corpo in lamiera di acciaio, in seguito in alluminio. soprannome Silberfloh, 3 ruot | Baker & Pölling da 248 cm³  | circa 320          |
| Fuldamobil N-2       | 1952–1955          | Carrozzeria tradizionale, in alluminio. soprannome Silberfloh, 3 ruote                                                     | Fichtel & Sachs da 359 cm³  | 380                |
| Fuldamobil S-1       | 1954               | Carrozzeria tradizionale, tondeggiante con portellone, 3 ruote                                                             | ILO-Motorenwerke da 197 cm³ | 3                  |
| Fuldamobil S-2       | 1954–1955          | Carrozzeria tradizionale, tondeggiante con portellone, 3 ruote                                                             | Fichtel & Sachs da 359 cm³  | circa 430          |
| Fuldamobil S-3       | 1956               | Carrozzeria tradizionale, tondeggiante con portellone, 3 ruote                                                             | Fichtel & Sachs da 191 cm³  | 2                  |
| Fuldamobil S-4       | 1955–1956          | Carrozzeria tradizionale, tondeggiante con portellone, 3 ruote, a richiesta 4 ruote, corpo identico alla S-5               | Fichtel & Sachs da 191 cm³  | 168                |
| Fuldamobil S-5       | 1955–1956          | Carrozzeria tradizionale, tondeggiante, roadster, 3 ruote, a richiesta 4 ruote, corpo identico alla S-4                    | Fichtel & Sachs da 191 cm³  | 168                |
| Fuldamobil S-6       | 1956–1957          | Carrozzeria tradizionale, tondeggiante, lunotto panoramico, 3 ruote, a richiesta 4 ruote                                   | Fichtel & Sachs da 191 cm³  | 123                |
| Fuldamobil S-7       | 1957–1965          | Carrozzeria tradizionale, tondeggiante, in plastica con lunotto panoramico, 3 ruote, a richiesta 4 ruote                   | Fichtel & Sachs da 191 cm³  | circa 440          |
| Fuldamobil S-7       | 1965–1969          | Carrozzeria tradizionale, tondeggiante, in plastica con lunotto panoramico, 3 ruote, a richiesta 4 ruote                   | Heinkel da 198 cm³.         | circa 260          |

Le unità prodotte all'inizio avevano un corpo in lamiera di acciaio e carrozzeria in legno compensato con un rivestimento in pelle. Nel 1952 fu presentata una carrozzeria a goccia rivestita in alluminio che venne soprannominata "Pulce argentata" in ragione del suo colore. L'anno dopo la carrozzeria fortemente arrotondata ebbe il soprannome "Cassa di violoncello". Nel 1957 al posto dell'alluminio venne utilizzata la materia plastica. La Fuldamobil fu una delle prime automobili con una campanatura negativa. Dal 1951 al 1969 in Germania furono costruiti in totale circa 2900 veicoli.

## Produzione su licenza

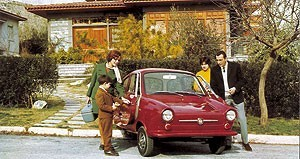
Alta A 200, prodotta in Grecia, basata sul progetto Fuldamobil

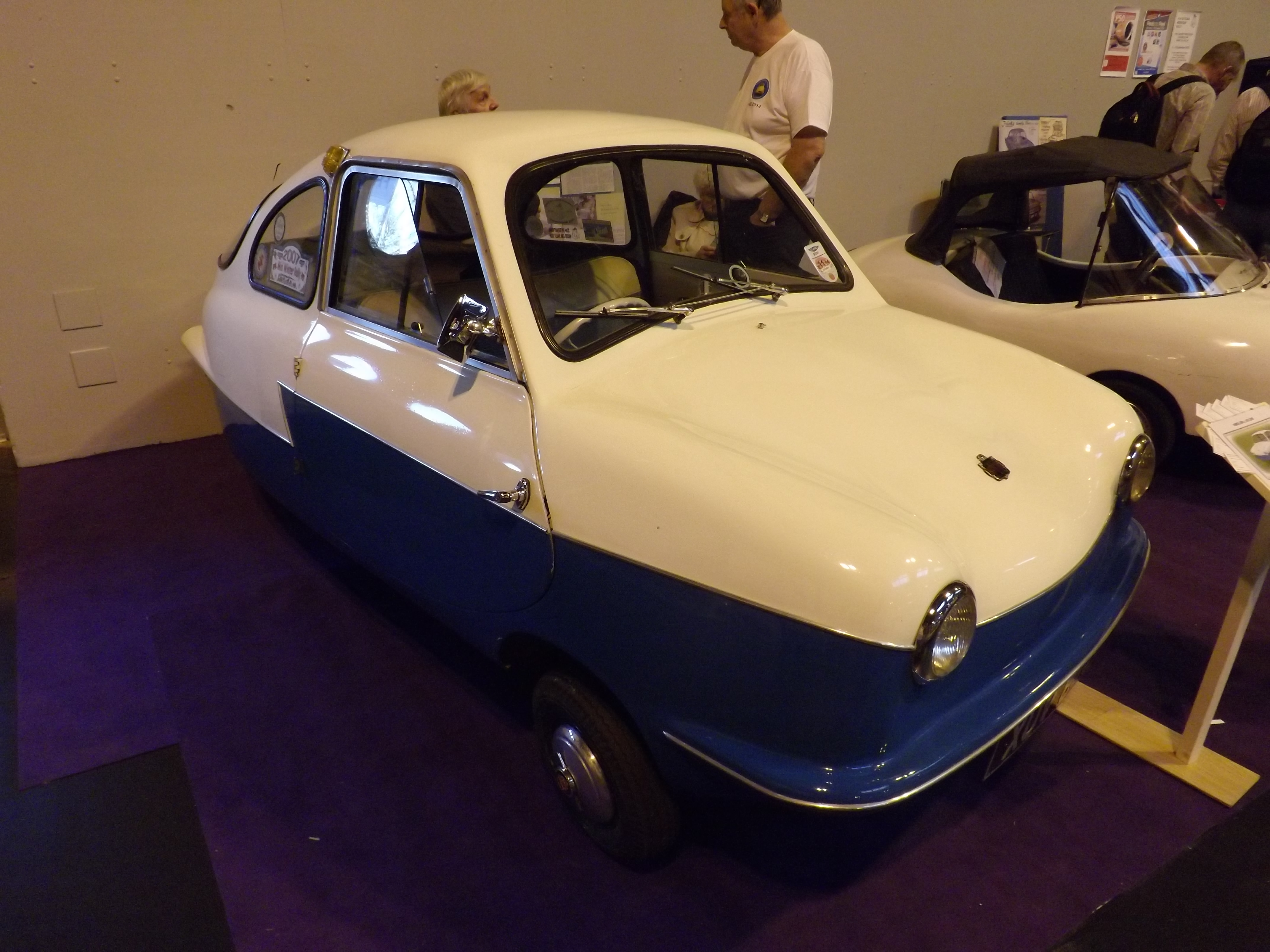
Nobel 200, costruita su licenza a Belfast dalla Noble

La Fuldamobil è stata prodotta su licenza ed anche all'estero. La società Nordwestdeutscher Fahrzeugbau (NWF), dal 1954 al 1955, costruì su licenza 701 veicoli Fuldamobil a Lohne (Oldenburg).
Tra 1955 e 1957 fu prodotta nei Paesi Bassi sotto il nome di "Bambino". Fram-King in Svezia ne produsse 411 esemplari tra 1956 e 1962. Nel Regno Unito fu prodotta dalle York Noble Industries tra il 1959 e il 1961. 
In Grecia fu prodotta dalla Bioplastic. Fu prodotta sotto licenza anche in Argentina e Cile come Bambi, in Rodesia come Fuldamobil RSR e in India come Hans Vahaar.

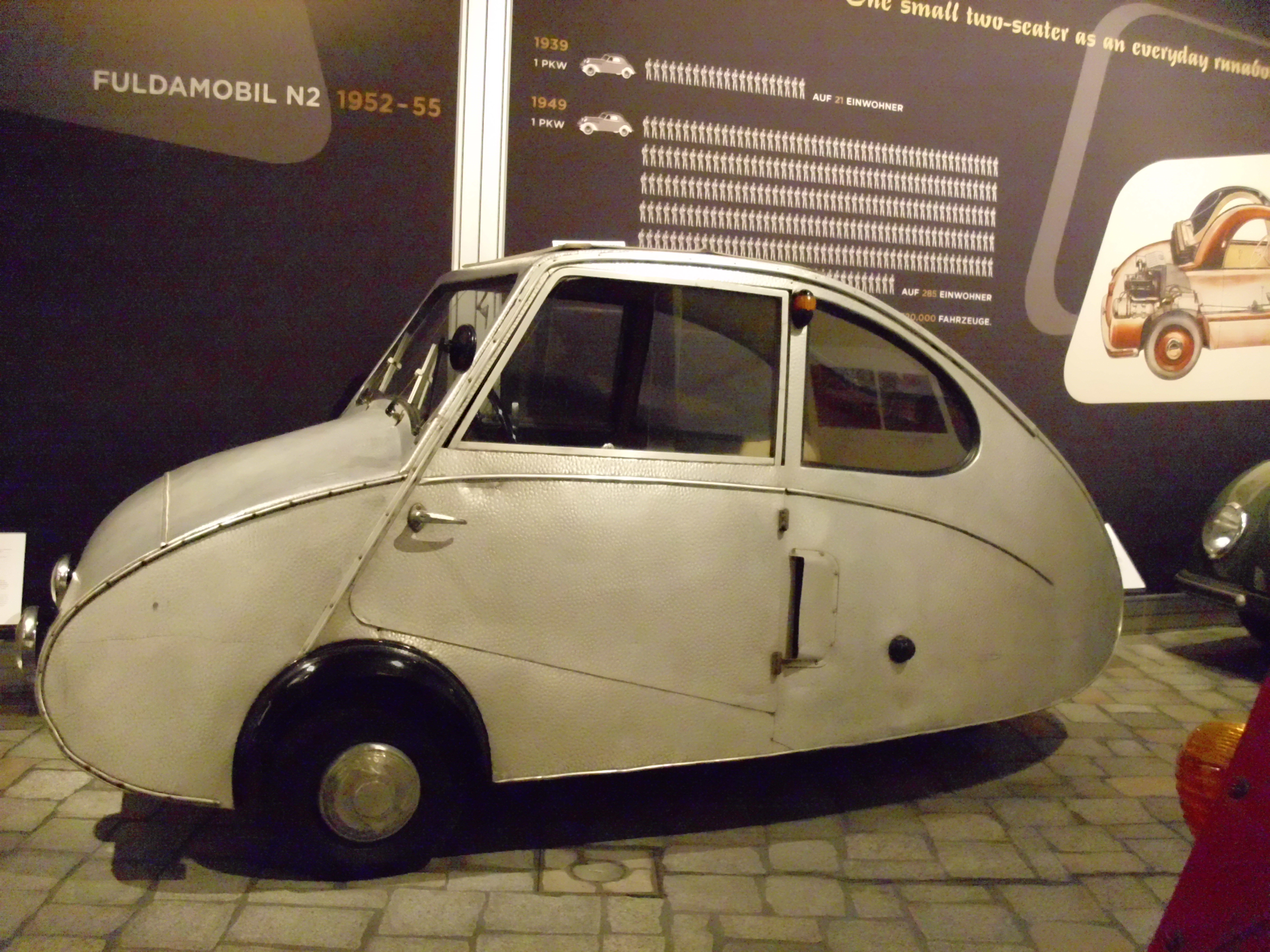
Fuldamobil N-2 (1953)
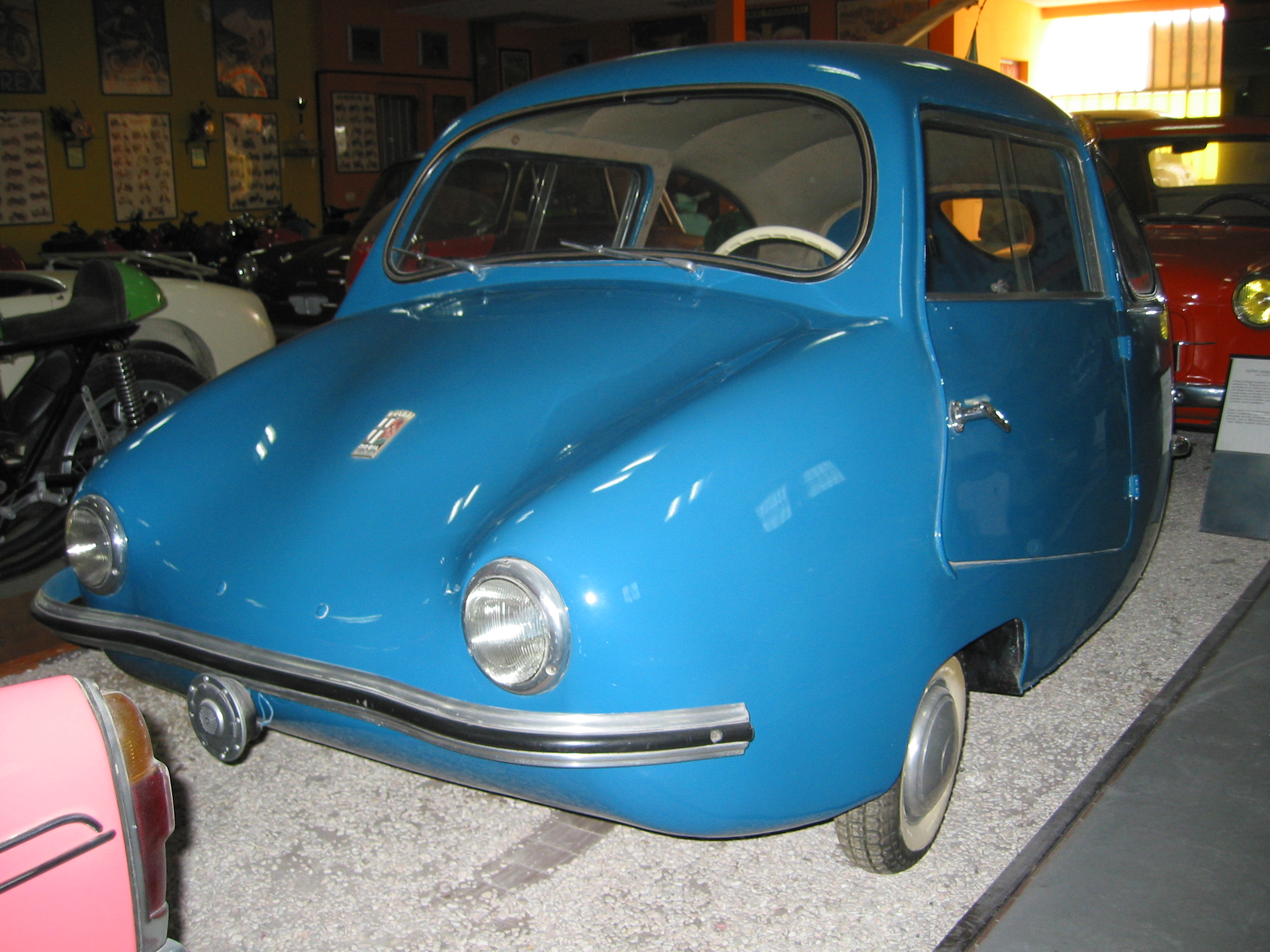
Fuldamobil NWF 200 (1954–1955)
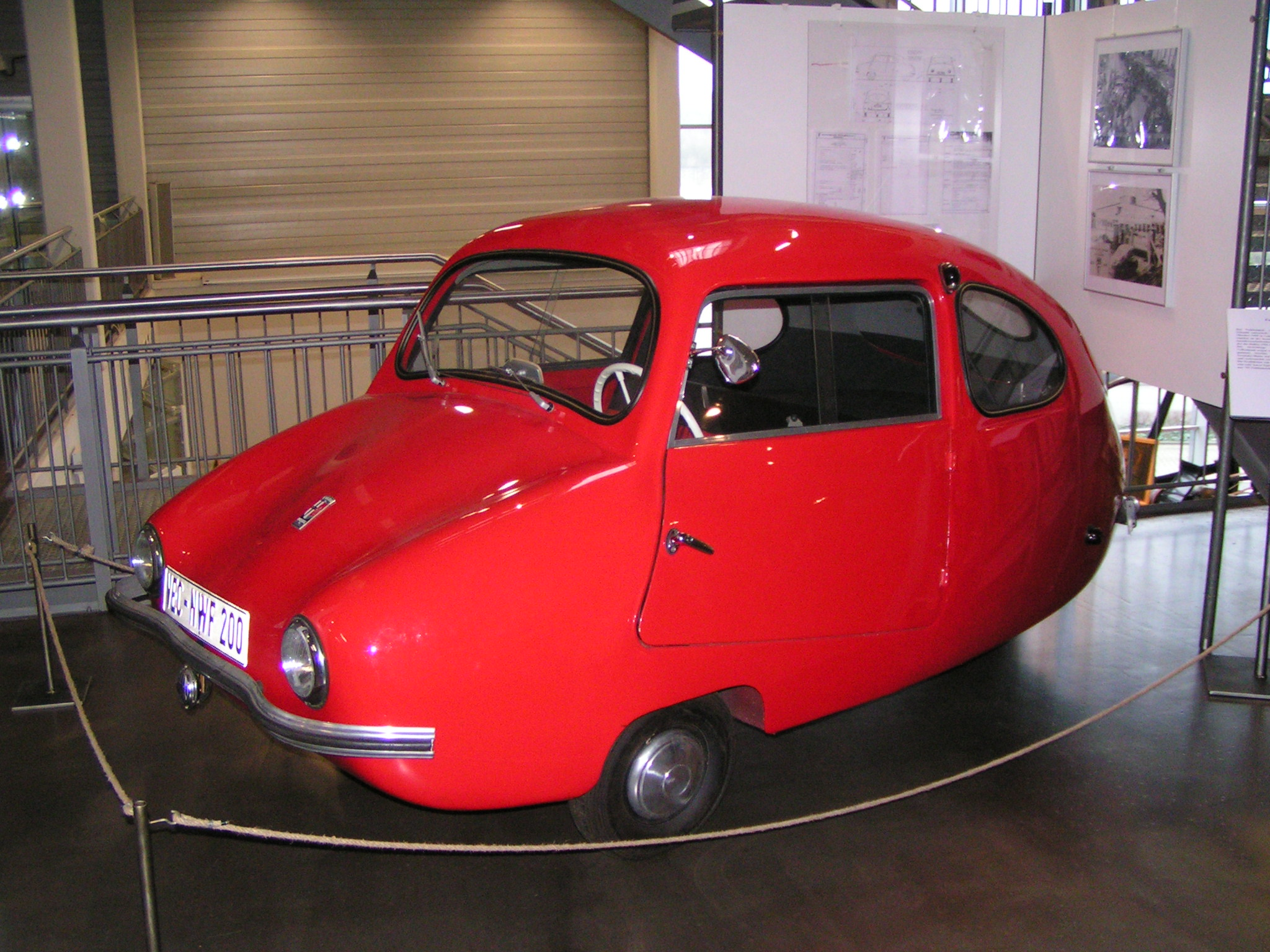
Fuldamobil S-2(1954–1955)
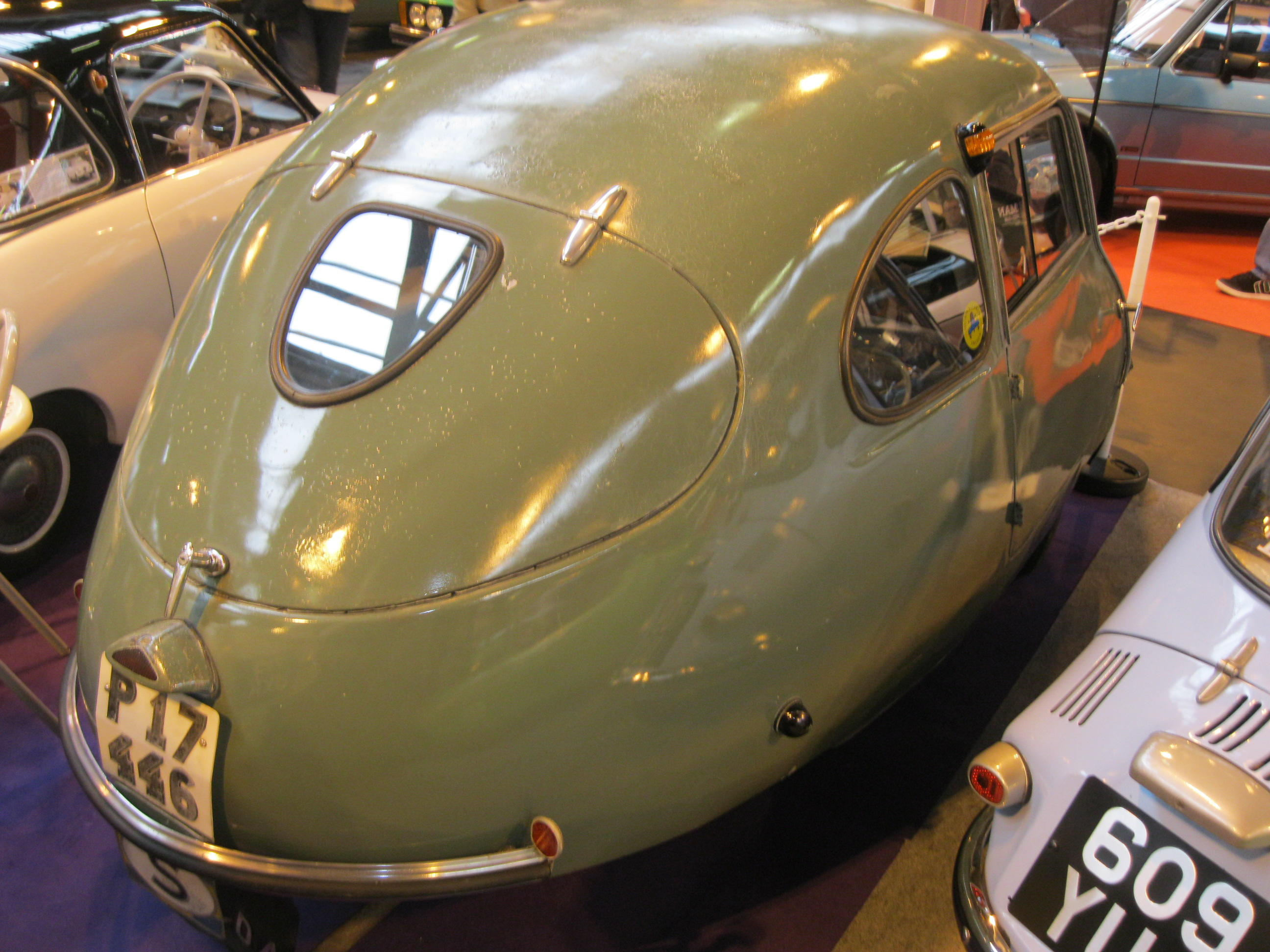
Fuldamobil S-4 (1956)
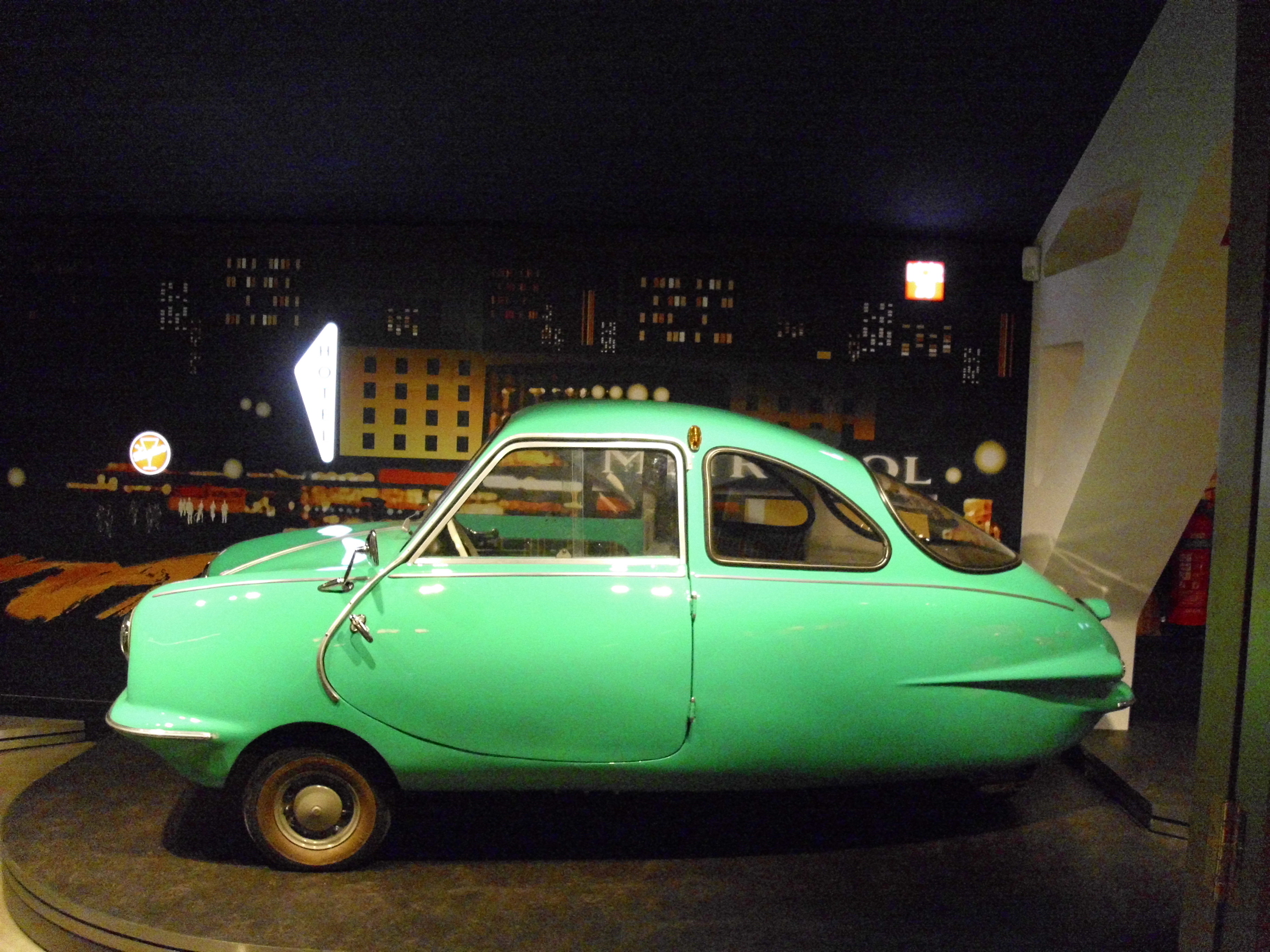
Fuldamobil S-7, tipo 1

### Fonti a stampa
- (DE)   Manfred Schermer, Das dritte Rad, Fulda, Parzeller Verlag, 1998. ISBN 3-7900-0300-X.
- (DE)  Michael Mott Eine Neuauflage nur Utopie? Von 1950 bis 1968 wurde das „Fuldamobil“ weltweit erfolgreich verkauft. Rolls-Royce fertigt in Lizenz. In: Fuldaer Zeitung, 9 april 1992, S. 11.
- (DE)   Hanns Peter Rosellen, Deutsche Kleinwagen, Augsburg, Bleicher Verlag (Weltbild Verlag), 1983, 1991. ISBN 3-88350-153-0

### Fonti on line
- (DE) Fuldamobil, su fuldamobil.de. URL consultato il maggio 2015 (archiviato dall'url originale il 30 maggio 2015).
- (DE) RP Online, Erster Kleinwagen Westdeutschlands, Ein rasendes Ei wird 60, 26 ottobre 2008, su rp-online.de. URL consultato il 29 maggio 2015 (archiviato dall'url originale il 1º dicembre 2008).
- (DE) Fuldamobil – Zum 60. Geburtstag. Eine Jubiläums-Rückschau, su Online-Magazin AutomaTick, 2 novembre 2008. URL consultato il 29 maggio 2015 (archiviato dall'url originale il 30 maggio 2015).